# Claude Debussy
Achille-Claude Debussy (n. 22 august 1862, Saint-Germain-en-Laye - d. 25 martie 1918, Paris) a fost un compozitor francez.
Este considerat unul dintre cei mai influenți compozitori, creatorul unui stil inovativ, cu o finisare tehnică și cu un aer de natură poetică. Opera sa a constituit o evadare din conceptele tradiționaliste. De asemenea, este considerat a fi cel mai important compozitor de pian, de după Frederic Chopin.

## Biografie
Debussy s-a născut într-o familie de burghezi. Tatăl său deținea o prăvălie și mai lucra ca asistent tipograf și funcționar. Mama sa era croitoreasă. Talentul muzical al lui Debussy a fost descoperit de primul său profesor de pian, Mme. Mauté de Fleurville, care susținea că studiase pianul cu Chopin. Mme. Mauté l-a trimis pe Debussy la Conservator în Paris, unde a studiat timp de doisprezece ani, între 1872 și 1884. La început, Debussy a dorit să devină un virtuoz al pianului; mai târziu, a abandonat ideea unei astfel de cariere, după ce a picat la examenele de pian din 1878 și 1879. În 1880 participă la cursurile de compoziție ale lui Ernest Guiraud. Sub oblăduirea sa, Debussy a câștigat locul al doilea la concursul Prix de Rome în 1883 și primul loc în anul următor cu canțoneta "L'enfant prodigue", care l-a ajutat să obțină o bursă de studiu la Villa de Medici în Roma timp de trei ani.

## Cariera
Apariția creației muzicale a lui Claude Debussy naște însă un curent absolut novator: impresionismul muzical. Impresionismul este o mișcare artistică, manifestată la început în pictură, mai târziu și în muzică, mai ales în Franța, și care marchează desprinderea artei moderne de academismul tradițional. Pictura impresionistă s-a dezvoltat în perioada cuprinsă între 1867 și 1886, caracterizată prin concentrarea asupra impresiilor fugitive produse de o scenă sau de un obiect, asupra mobilității fenomenelor, mai mult decât asupra aspectului stabil și conceptual al lucrurilor.
Compozitorul francez, creatorul unor noi "culori" muzicale afirma: Muzica nu este o dublură a versului, ea îi creează o dimensiune nouă. Cum trebuie să "privim" cu ochii intuiției muzica nouă? Melodiile lui Claude Debussy sunt oarecum desprinse de armoniile așa-zisului acompaniament. Ele ne apar ca niște broderii de arabescuri pe un fond armonic încărcat de culorile diferitelor combinații timbrale instrumentale. Aceste armonii, altfel sonorizate, sunt puse în lumină ca niște "pete de culoare". Tocmai de aceea muzica lui Debussy, prin natura ei, provoacă, nu atât o arhitectură sonoră, cât mai ales o stare de sugestie, pe care capacitățile intuitive ale auditorilor, de o mare importanță pentru simțirea poeticii muzicale debussyste, o descoperă prin audieri repetate. Să fie oare o libertate extremă în creația muzicală impresionistă? Nicidecum. Înțelegerea muzicii lui Debussy, de exemplu, trebuie efectuată însă mai mult cu vocea interioară a Eului, printr-o contemplație uneori chiar "visătoare". Compozitorul vine desigur în ajutorul auditorilor prin imagini sonore pline de sugestii, ca de exemplu în piesa Cloches á travers les feuilles (Clopote printre frunze) sau în suita de șapte piese miniaturale cu tentă programatică intitulată Colțul copiilor. Aici vom întâlni expresivitatea sugestivă a unei muzici care intonează "Serenada pentru păpușă". Debussy ne propune chiar o "muzică picturală" prin piesa Nori din prima nocturnă pentru orchestră.
Debussy place deoarece, la audierea unor piese, melomanii descoperă o nouă conduită melodică și noi combinații ritmice și armonice. Pentru mulți auditori, mai puțin pregătiți prin lipsa de cunoaștere a spațiului cultural al timpului, ascultarea Cvartetului de coarde, a pieselor "Preludiu la după amiaza unui faun" sau a celor "Trei nocturne", modernitatea melosului va șoca cu siguranță. S-ar părea că muzica operează într-o mare libertate de creație.

## Curentul impresionist
Claude Debussy este cel mai influent reprezentant al impresionismului muzical, creatorul unui stil neordinar, inovativ, cu o finisare tehnică și cu un aer de natură poetică. Debussy a fost promotorul impresionismului, curent de o mare importanță în cultura muzicală. Compozitorul  a contribuit la dezvoltarea unor noi procedee de limbaj muzical – din dorința de a crea un nou stil, care ar purifica muzica franceză prin etosul tradițional. Născut ca o reacție împotriva torentului emoțional postromantic care se manifesta prin exces în materie de expresie, pe când  impresionismul urmărea redarea unor impresii particulare și fixarea a tot ceea ce era subtil, creând o estetică proprie.

Impresionismul - curent apărut în Franța  în ultimele decenii ale sec.XIX, care mai târziu s-a propagat în alte țări, cum ar fi Germania, Italia, Rusia și practic toate țările Europei. Impresionismul de fapt este asemenea unei replici la curentul romantic. Inițial această mișcare se manifestă în domeniul  picturii și a literaturii, mai târziu și în muzică.  
Din punct de vedere artistic, impresionismul se consideră una din cele mai atractive perioade din istoria artei moderne, astfel fiind cel mai apreciat curent de către publicul larg. Acest curent are ca scop reproducerea obiectivă a realității vizuale, ceea ce ține de efectele efemere ale luminii și culorilor.
Pentru prima dată, termenul de impresionism a fost folosit de Louis Leroy, critic de artă al timpului, în articolul satiric, ,,Expoziția impresioniștilor”, publicat în Le Charivari  pe 25 aprilie 1874.  Louis Leroy pornește  de la titlul tabloului – peisaj al lui Claude Monet: ,,Impression, soleil levant”.
Impresionismul vine cu noi mijloace de expresie, cu abordarea unor tehnici și subiecte noi,în centrul lui aflându-se o altă problematică, și anume natura este cea care se situează în prim-plan. În impresionism se pot evidenția 2 perioade: pleinairismul și impresionismul propriu – zis.
În literatură impresionismul apare în literatura de limbă germană. Într-un mod special el se manifestă între 1890 și 1910. Acest curent se manifestă ca o replică dată naturalismului, care era considerat exagerat și neartistic. Spre deosebire de orientarea filozofică a naturalismului, impresionismul dimpotrivă nu acceptă nici o teorie științifico-realistă și materialistă. În impresionism mijloacele naturaliste sunt depășite astfel folosindu-se de cele de stil senzuale.
În muzică preluarea termenului de impresionism a avut loc din pictura franceză și a apărut la sfârșitul anilor ’80- începutul anilor ’90. Acest curent a modificat concepția clasicilor față de melodie, ritm, formă. La baza impresionismului muzical este transmiterea stării emoționale a sufletului care apare în urma impresiilor create față de un tablou sau un alt obiect al percepției. Compozitorii pledează mai mult pentru transparență, contur imprecis al formei, un limbaj armonic neobișnuit, pulverizarea dinamică și timbrală.
Impresionismul este un fenomen artistic specific național francez, de o foarte mare importanță. Printre reprezentanții cei mai de vază numim pe Claude Debussy, Maurice Ravel și Ernest Fanelli. 
Claude Debussy o figură marcantă ce ilustrează muzica franceză la răscrucea secolelor al XIX-lea și al XX-lea și activa în calitate de compozitor, pianist și critic muzical.  Debussy a promovat impresionismul cu ajutorul noilor contribuții ce țin de dezvoltarea diferitelor procedee de limbaj. El readuce pitorescul, analiza sufletească și portretistica vechilor creații franceze într-un limbaj impresionist. Scopul creației lui Debussy era de a reda plastic, realist, impresii din viața înconjurătoare. El tindea spre a transmite cât mai sugestiv simțurile, încercând să le transmită în cât mai multă muzică, din cât mai puține note. Debussy încerca să vadă în toate lucrurile frumusețe.
Claude Debussy se baza pe trăirile interioare ale artistului, pe frumusețile din natură, redarea farmecului momentului. Muzica lui, prin natura ei, provoacă, nu atât o arhitectură sonoră, cât mai ales o stare de sugestie, pe care capacitățile intuitive ale auditorilor, de o mare importanță pentru simțirea poeticii muzicale debussyste, o descoperă prin audieri repetate. 
Debussy a creat melodia impresionistă, ce se deosebește prin delicatețea și plasticitatea nuanțelor și în același timp prin neclaritatea și nedeterminarea lor. În melodia lui, trecerile lente domină asupra desenului, mișcarea asupra cristalizării. Unele din cele mai importante calități sunt firavitatea și capriciile.
Claude Debussy se consideră un pianist de mare valoare al vremii sale. Ca rezultat al acestei pasiuni față de acest instrument el a dedicat acestui instrument pagini nemuritoare, care sunt înscrise în patrimoniul muzicii universale. Pianul reprezintă pentru Debussy glasul direct al cugetului său creator și al năzuințelor sale de mărturisire a sensibilității și a impresiilor trăite. El cânta la pian minunat. Meritul său în interpretare consta nu atât în virtuozitate, cât în rafinament. Stilul său pianistic evidențiază rafinamentul și complexitatea lumii sonore, redată magistral prin jocul clapelor, subtilizate prin jocul pedalelor, care reprezenta de fapt o adevărată artă.   Literatura pianistică debussyană atinge un maximum al frecvenței în lumea concertului.
Debussy a avut un auz foarte sensibil, prin utilizarea oricărui acord el încerca să redea cu precizie nuanța de culoare a acestuia. Anume aceste nuanțe, fac din muzica lui un fenomen aparte, unic. Creația sa pianistică cuprinde o mulțime de lucrări, pornind de la piesa Pentru pian până la Studii.
Din creațiile ce țin de perioada tinereții, se pot enumera Rapsodie (1878), Dans țigănesc, Visare, Vals romantic, Nocturnă, Tarantela styriană, Două arabescuri și două suite cu factură clasică-romantică, însă tindea și spre lărgire a tiparelor tradiționale.
În 1903, Debussy începe să compună la seria lucrărilor de maturitate pentru pian. Dintre acestea evidențiem lucrările Pour le piano - Preludii, Sarabanda, Toccata. Pour le piano îl prezintă pe Debussy mai neobișnuit, dinamic, strălucitor, un Debussy al amplorii și al stilului lapidar.
Lucrările Stampe, Insula veselă, Imaginile, Colțul copiilor  și cele două volume de Preludii și cele de Studii, marchează stilul nou de scriere al lui Debussy. În ultimul plan Debussy pune tehnica, chiar dacă majoritatea lucrărilor sale este dificilă din punct de vedere tehnic. Digitația, folosirea revoluționară a pedalei, sonorități noi, reprezentau în acea vreme o mare dificultate pentru pianiști. Tonurile și acordurile pluteau în aer, melodiile ,,țâșneau” printre blocuri de armonii suspendate. 
Creația pentru pian al lui Debussy reprezintă de fapt niște impresii, la fel ca și cele de pe pânzele pictorilor impresioniști. Aceste impresii nu au dezvoltare, deoarece se referă la o singură idee, privesc prin ea și o țintuiesc pe partitură. Din punct de vedere armonic, muzica lui Debussy încalcă toate regulile. Unicul imbold după care se conducea compozitorul era auzul său fin. Acordurile de obicei nu erau rezolvate, ci constituiau un scop în sine. Ele tind să se elibereze de funcționalitate tonală.
În repertoriul pianiștilor, cele 24 de preludii ale lui Debussy, aranjate în 2 volume ocupă un loc aparte. Aceste lucrări se caracterizează prin succesiunile ritmice utilizate, prin spontaneitate, prin libertate de comunicare. Toate preludiile reprezintă un tot întreg, lipsite de oricare urme de asamblaj sau de meșteșug combinard. Fiecare preludiu prezintă un aport nou, folosit ca necesitate a exprimării sonore expresive.
Ambele volume de preludii fac parte din perioada de cristalizare a măiestriei debussyene, de epurare structurală, de cizelare strictă a liniei, de evoluție spre expresivitatea sobră și cuprinzătoare.
În concluzie putem spune că creația pianistică  a lui Claude Debussy reprezintă un aport considerabil în dezvoltarea muzicii și în crearea noului stil, tipic lui Debusy.

## Opere
Lucrări pentru pian
- 1888-1889 : Petite Suite pentru pian la patru mâini
- 1888-1891 :  Arabesques
- 1890-1905 :  Suite bergamasque
- 1903 : Estampes
- 1904 : Masques
- 1904 :  L'Isle joyeuse
- 1904 :  Images - Livre I
- 1906-1908 :  Children's Corner
- 1907 : Images - Livre II
- 1909-1912 : Préludes
- 1914-1915 :  Six épigraphes antiques pentru pian la patru mâini
- 1915 : En blanc et noir pentru pian la două mâini
- 1915 : Études

Muzică de cameră
- 1893 : Quatuor à cordes en sol mineur
- 1915 : Sonate pour violoncelle et piano
- 1915 : Sonate pour flûte, alto et harpe
- 1916-1917 : Sonate pour violon et piano

Simfonice
- 1892-1894 : Prélude à l'après-midi d'un faune
- 1897-1899 : Nocturnes
- 1903-1905 : La Mer
- 1905-1912 : Images pour orchestre

Muzică de balet
- 1912 : Jeux
- 1913 : La Boîte à joujoux

Lucrări lirice
- 1884 : L'Enfant prodigue. Cantată după un libret de Edouard Guinand.
- 1888 : La Damoiselle élue : 'La damoiselle élue s’appuyait Sur la barrière dur du Ciel' . Cantată după un libret de Dante Gabriel Rossetti (orchestrată în 1902)
- 1893-1902 : Pelléas et Mélisande, dramă lirică în 5 acte după un  libret de Maurice Maeterlinck
- 1908-1916 : La Chute de la maison Usher
- 1911 :  Le Martyre de Saint Sébastien,  mister în cinci acte, după un libret de   Gabriele D'Annunzio

Melodii
- 1888 : Ariettes oubliées după Verlaine
- 1887-1889 : Cinq poèmes de Baudelaire
- 1891 : Fêtes galantes (prima parte) după  Verlaine
- 1891 : Trois mélodies după  Verlaine
- 1897-1899 : Chansons de Bilitis după  Pierre Louÿs
- 1904 : Fêtes galantes (a doua parte) după  Verlaine
- 1904 : Trois chansons de France după  Charles d'Orléans și Tristan L'Hermite
- 1909 : Trois chansons de Charles d'Orléans
- 1910-1911 : Trois ballades de François Villon
- 1913 : Syrinx pentru flaut solo
- 1913 : Trois poèmes de Stéphane Mallarmé